# 크리스티앙 은차이

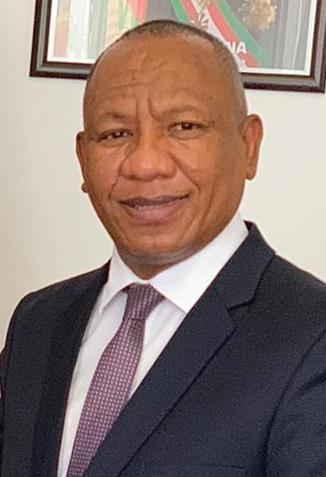
2020년 모습

크리스티앙 은차이(Christian Ntsay, 본명: Christian Louis Ntsay, 1961년 3월 27일 ~ )는 마다가스카르의 정치인으로 2018년부터 마다가스카르 총리로 재직하고 있다. 전국적으로 광범위한 시위로 인해 올리비에 마하팔리 솔로난드라사나(Olivier Mahafaly Solonandrasana)가 사임한 후 헤리 라자오나리맘피아니나 대통령에 의해 임명되었다. 은차이는 기술 관료로 간주되며 유엔에서 근무했다.
2023년 9월 안드리 라조엘리나 대통령이 대통령 선거에 출마하기 위해 사임한 후, 은차이가 이끄는 각료회의는 2023년 10월 리처드 라발로마나나 상원의장에게 넘겨질 때까지 일시적으로 대통령 권한을 행사했다.